# Wolter Wierbos

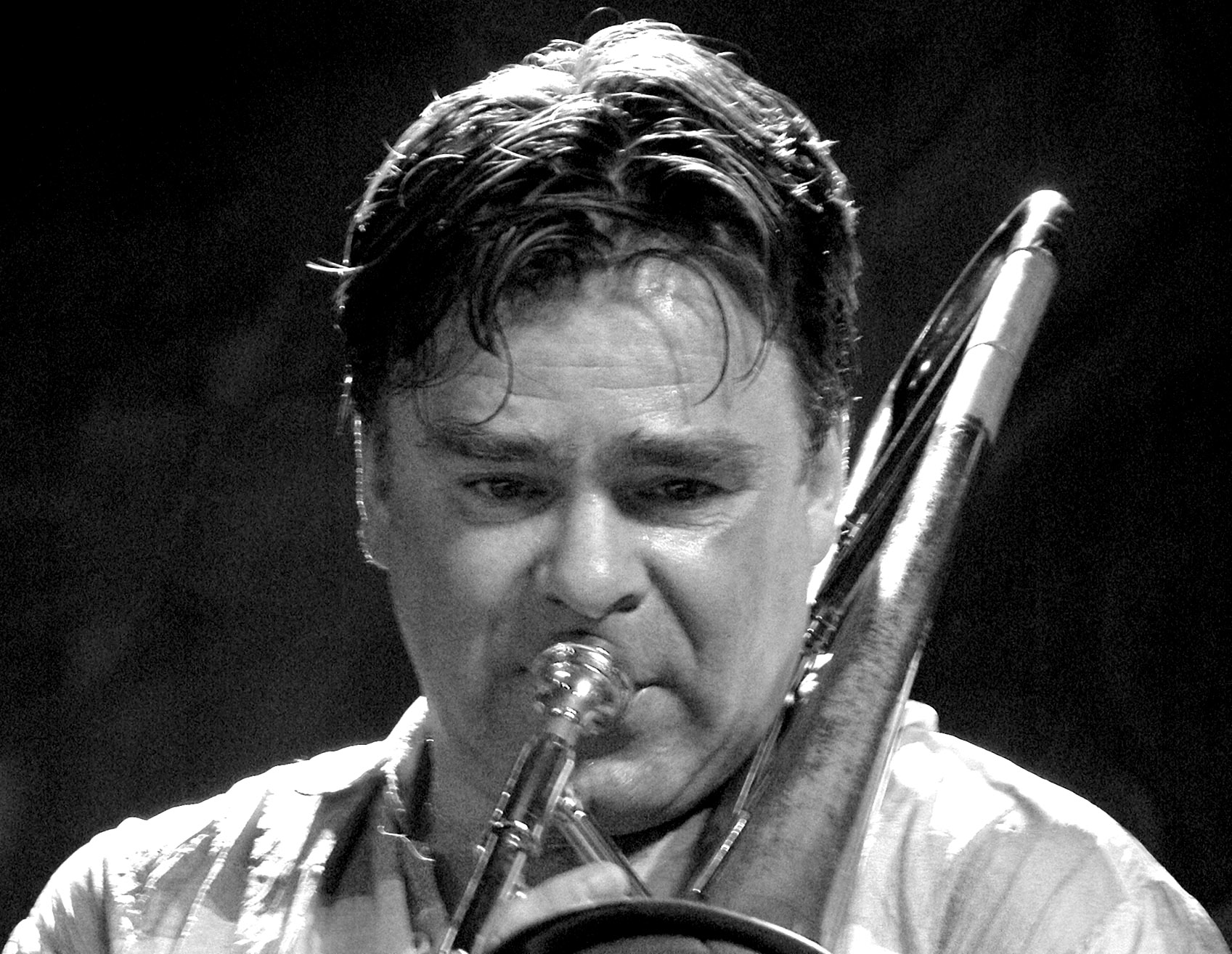
Wolter Wierbos in Amerika, 2004

Wolter Wierbos (Holten, 1 september 1957) is een Nederlandse jazz-trombonist. Hij speelde met talloze jazzmusici en kreeg in 1995 de Boy Edgarprijs.
Sinds 1979 speelde Wierbos met vele jazz-ensembles: Cumulus (met Ab Baars en Harry de Wit), J. C. Tans & Rockets, Theo Loevendie Quintet, Guus Janssen Septet, MOB van Sean Bergin, Loos, Maarten Altena Ensemble en Podiumtrio (met Jan Kuiper en Paul van Kemenade). Hij speelde verder met onder meer Henry Threadgill, the Berlin Contemporary Jazz Orchestra, the European Big Band (geleid door Cecil Taylor), John Carter Project en Mingus Big Band (Epitaph, geleid door Gunther Schuller).
Ook speelde Wierbos buiten de jazz. Hij was betrokken bij theater, dans, televisie- en filmprojecten. Tevens werkte hij als gastmuzikant met The Ex, Sonic Youth, Gruppo Sportivo en het Nieuw Ensemble van Ed Spanjaard.
Wierbos leidde ook een eigen groep, Celebration of Difference. Hij heeft een eigen project, Wollo's World waarin verschillende artistieke uitingen gecombineerd worden, van een duo met tapdanser Marije Nie en bassist Wilbert de Joode tot en met een kwartet met Misha Mengelberg, Mats Gustafsson en De Joode. Met Paul van Kemenade en Eckard Koltermann heeft hij een trio. Verder speelt hij momenteel in onder meer het Instant Composers Pool-orkest, het kwintet van Gerry Hemingway en Michiel Braam's Bik Bent Braam.
Wierbos is op meer dan honderd platen te horen en bracht tot nog toe twee solo-albums uit.
De trombonist kreeg verschillende prijzen, zoals de Podiumprijs en de Boy Edgarprijs.

## Discografie
→ Discografie van Wolter Wierbos
- X Caliber, ICP, 1995
- Wierbos (reissue lp uit 1982), DATA

- Bibliothèque nationale de France: cb13987703f (data)
- Gemeinsame Normdatei: 135241022
- International Standard Name Identifier: 0000 0000 5515 2678
- Library of Congress Control Number: n81020517
- MusicBrainz: 881888b9-33d2-4614-af4c-6fbaf7aa0028
- Virtual International Authority File: 205837
- WorldCat: E39PBJdx49XRhFJCjrgyWdXDbd